# تی-۶۴
تی-۶۴ نوعی تانک رزمی اصلی ساخت شوروی است که در دهه ۱۹۶۰ تولید و وارد ارتش سرخ شد. تی-۶۴ نقطه عطفی در صنعت تانک‌سازی شوروی به‌شمار می‌رفت و تانک‌های سری تی پس از آن از جمله مدل‌های مختلف تی-۷۲، تی-۸۰ و تی-۹۰ بر اساس مفاهیم طرح کلی تی-۶۴ ساخته شدند. این تانک در مقایسه با رقبای غربی هم دوره خود بسیار پیشرفته تر و پیچیده‌تر بود. از جمله استفاده اولین زره کامپوزیتی در این تانک و گلوله گذاری اتوماتیک و سیستم آتش پیشرفته تر. تانک‌هایی همچون آبرامز، چلنجر-۲ و لئوپارد-۲ که در دو دهه بعد تر از تانک تی-۶۴ ساخته شدند، از زره کامپوزیتی چوبهام که خود از زره کامپوزیتی تانک‌های روسی مانند تی-۶۴ الهام گرفته شده بود، بهره می‌برند.
تی-۶۴ نخستین تانکی بود که از سیستم شلیک اتوماتیک بهره می‌برد و با حذف خدمه گلوله‌گذار تعداد سرنشینان تانک به سه نفر کاهش یافته بود. با اینکه این تانک در اکثر مشخصات فنی بر تانک‌های تی-۶۲ و تی-۷۲ برتری داشت اما با توجه به هزینه و پیچیدگی بیشتر تولید و نگهداری، تعداد کمتری از آن ساخته شد و به هیچ کشوری نیز صادر نشد.
اولین مدل تی-۶۴ یا Ob'yekt 432 که در سال ۱۹۶۱ معرفی شد از توپ ۱۱۵ میلی‌متری دی-۶۸ استفاده می‌کرد و فقط حدود ۶۰۰ عراده از آن ساخته شد اما در تی-۶۴آ یا Ob'yekt 432 که پیش‌نمونه‌های آن در سال‌های ۷–۱۹۶۶ آزمایش شد از یک توپ پرقدرت‌تر ۱۲۵ میلی‌متری استفاده شده و هر تانک توان حمل ۲۸ گلوله را داشت. اصلاحات دیگری نیز همچون سامانه دید جدید، سیستم دید در شب پرقدرت، تقویت زره از جمله با تعویض آلیاژ آلومینیوم در زره ترکیبی تانک با فایبرگلاس و سیستم حفاظتی هسته‌ای-میکروبی-شیمیایی نیز در این مدل اعمال شده بود.
از امتیازهای تی-۶۴ بر تانک متأخرتر و مشهورتر تی-۷۲ می‌توان به سرعت بسیار بیشتر و قابل اتکاتر بارگذار اتوماتیک گلوله‌های تانک، سیستم تعلیق منعطفتر تانک که خستگی کمتری برای سرنشینان ایجاد می‌کرد، زره مقاومتر، دید بهتر فرمانده تانک، محل نگهداری مطمئنتر مهمات، و در مدل تی-۶۴بی که در سال ۱۹۷۶ تولید آن آغاز شد سیستم کنترل آتش بسیار پیشرفته‌تر اشاره کرد.

## زره
از ویژگی‌های این تانک زره پیچیده آن بود که نزد غربیان به ترکیب کا شهره گشته بود و از سه لایهٔ فولاد، فایبرگلاس (در مدل‌های اولیه آلیاژی از آلومینیوم) و فولاد تشکیل می‌شد و در قسمت‌های مختلف بین ۲ تا ۴۵ سانتی‌متر قطر داشت:
- جلو بدنه: ۱۲۰ میلی‌متر فولاد، ۱۰۵ م‌م فایبرگلاس و ۴۰ م‌م فولاد
- کنار: ۸۰ میلی‌متر فولاد
- جلو برجک: ۱۵۰ م‌م فولاد، ۱۵۰ م‌م فایبرگلاس و ۴۰ م‌م فولاد

## کاربران

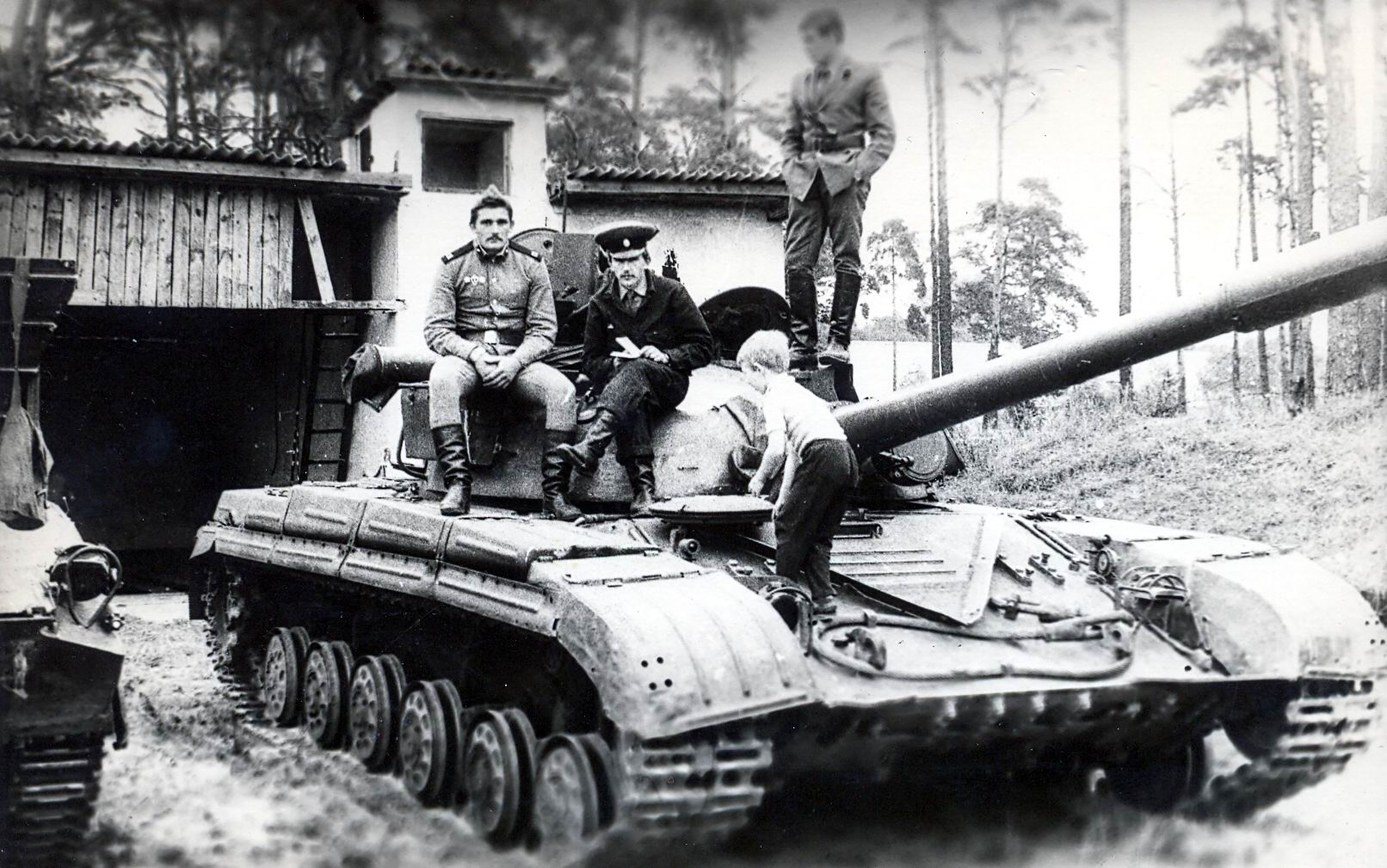
یک تی-۶۴ شوروی در آلمان شرقی، دهه ۱۹۸۰

- مولدووا - تعداد کمی تی-۶۴ بی‌وی در اختیار جدایی‌طلبان ترنسنیستریا
- روسیه –حدود ۱۰۰ عراده در نیروهای ذخیره و ۴۰۰۰ عراده در انبار.[۲]
- اوکراین – ۲۲۱۵ عراده فعال در سال ۲۰۰۵[۳]
- ازبکستان – ۱۰۰ عراده فعال در سال ۲۰۰۵.[۴]

### کاربران سابق
- شوروی